# Cygniella sharpii
Cygniella es un género monotípico de musgos perteneciente a la familia Archidiaceae. Su única especie: Cygniella sharpii, es originaria de México.

## Taxonomía
Crumuscus vitalis fue descrita por Howard Alvin Crum y publicado en The Bryologist 89: 23. f. 1–7. 1986.